# 北小金站

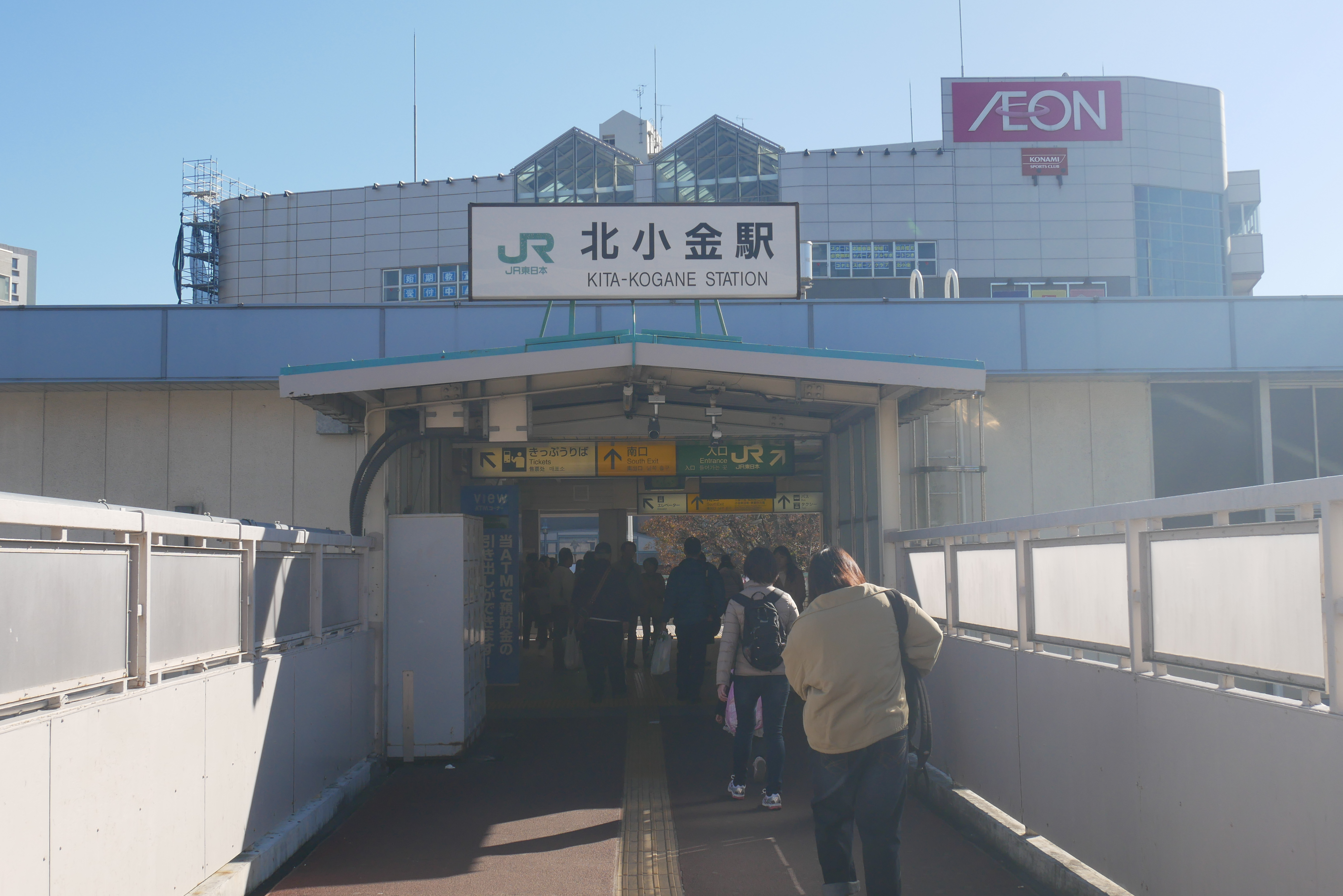
北口（2018年11月）

北小金站（日语：／ Kita-Kogane eki */?）是位於千葉縣松戶市小金，屬於東日本旅客鐵道（JR東日本）常磐線的鐵路車站。

## 停靠路線
旅客車站只限行走常磐線的緩行線（千代田線直通）的各站停車停靠。車站編號是JL 26。
快速線自武藏野線支線（北小金支線）分岔，分岔地點視作馬橋站構內。行走武藏野線支線大部分是貨物列車。每當有臨時旅客列車行走時，車費計算將視作途經新松戶站。

## 車站結構
本站為島式月台1面2線的地面車站，並設有跨站式站房。南側2線的緩行線上有月台。北側2線是快速線，沒有設置月台。

### 月台配置
| 月台 | 路線               | 方向 | 目的地                       |
| ---- | ------------------ | ---- | ---------------------------- |
| 1    | 常磐線（各站停車） | 下行 | 柏、我孫子、取手方向         |
| 2    | 常磐線（各站停車） | 上行 | 松戶、北千住、代代木上原方向 |

（來源：JR東日本:車站構內圖（页面存档备份，存于））

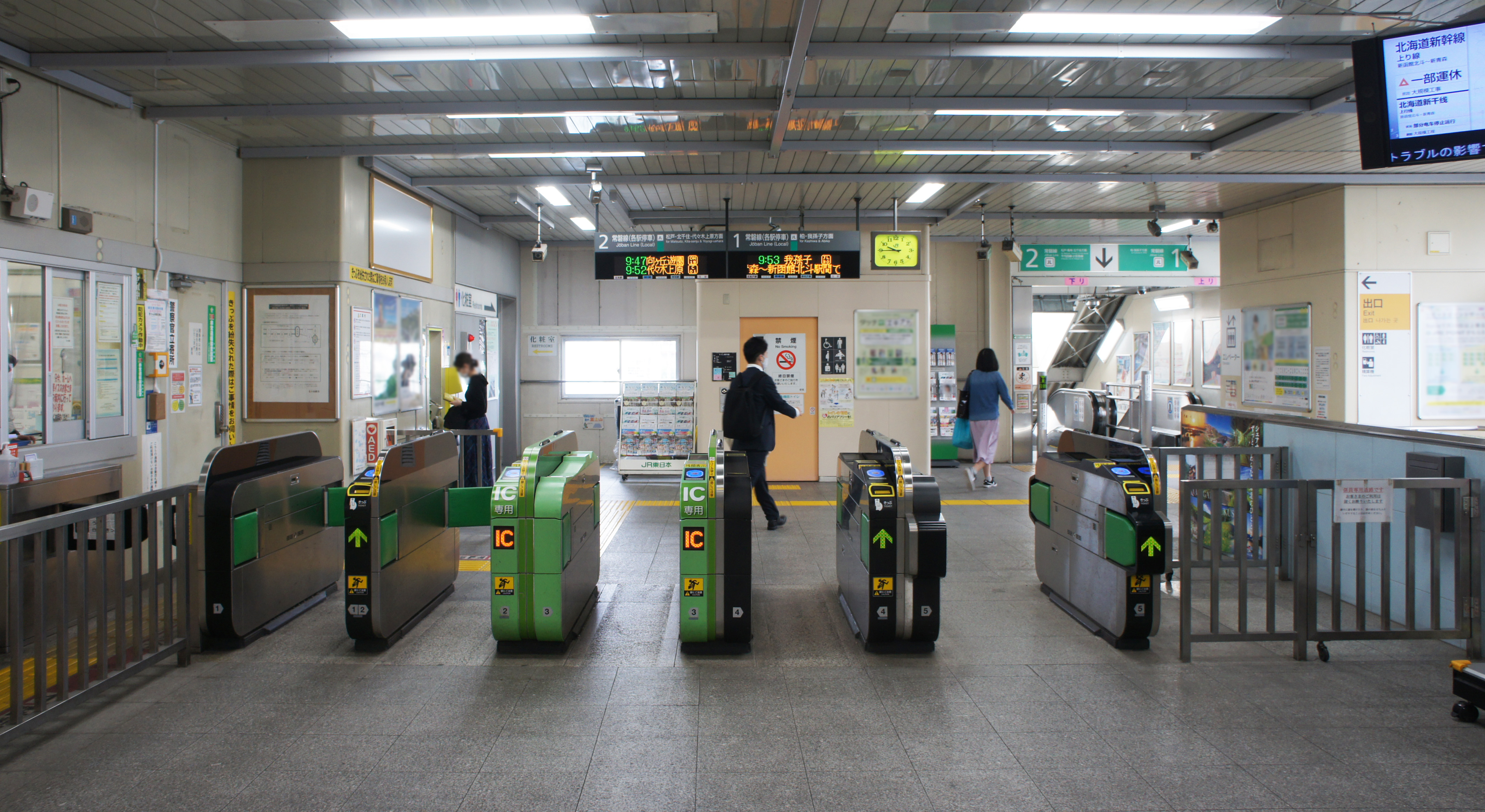
驗票閘口（2021年5月）
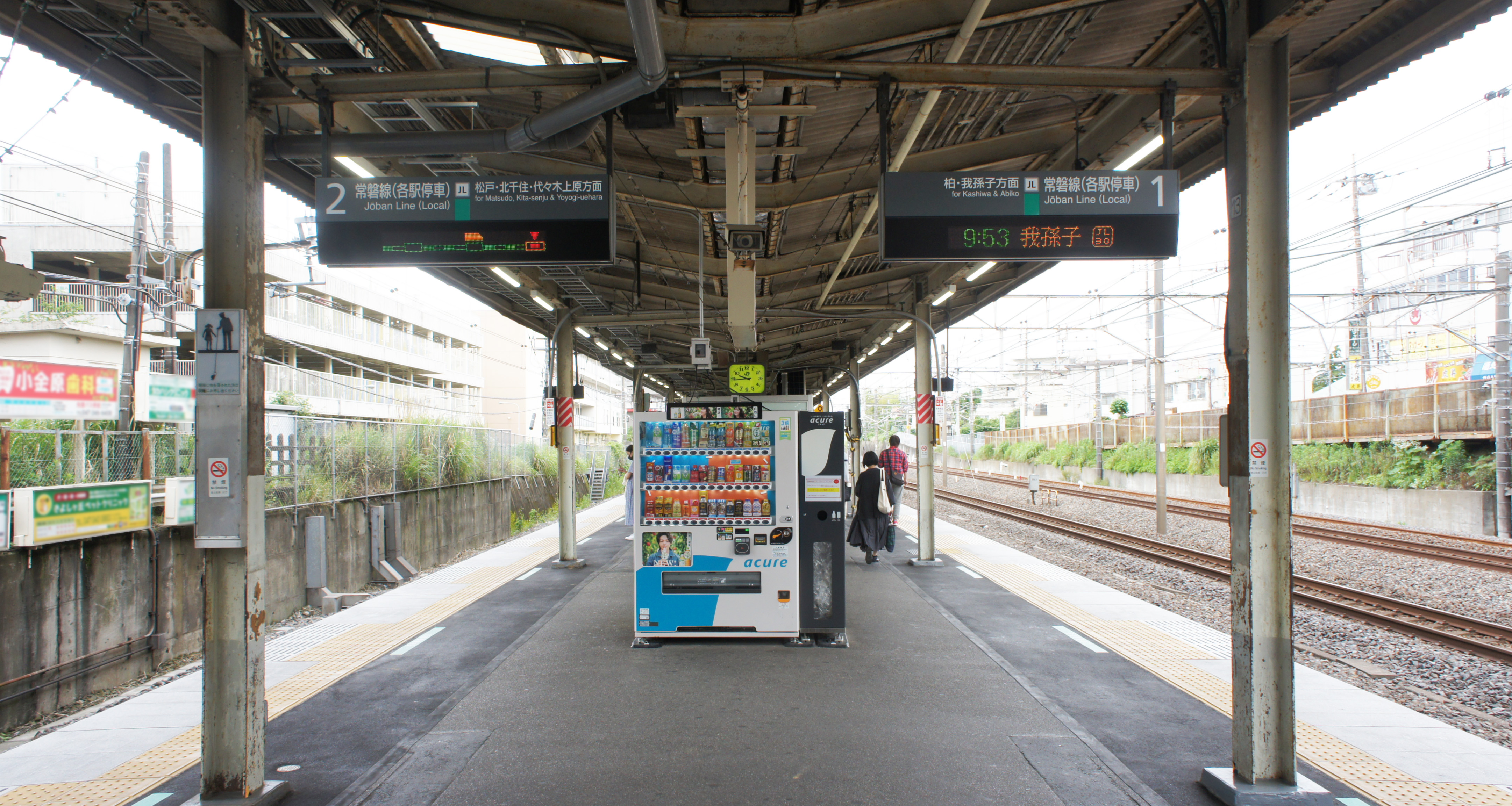
月台（2021年5月）

## 使用人數
2019年（令和元年）度的1日平均上車人次為24,335人。
曾經是松戶市內常磐線車站當中最少人上下車的車站，近年超過了北松戶站、馬橋站成為第3位。然而，截至2014年仍居松戶站、新松戶站、馬橋站之後，排行第4位。
根據JR東日本與千葉縣統計年鑑，1日的平均上車人次的推移如下表。
| 年度               | 1日平均 上車人次 | 來源     |
| ------------------ | ---------------- | -------- |
| 1990年（平成02年） | 27,959           | [ * 1 ]  |
| 1991年（平成03年） | 28,202           | [ * 2 ]  |
| 1992年（平成04年） | 28,665           | [ * 3 ]  |
| 1993年（平成05年） | 28,763           | [ * 4 ]  |
| 1994年（平成06年） | 28,959           | [ * 5 ]  |
| 1995年（平成07年） | 28,727           | [ * 6 ]  |
| 1996年（平成08年） | 28,704           | [ * 7 ]  |
| 1997年（平成09年） | 27,976           | [ * 8 ]  |
| 1998年（平成10年） | 27,453           | [ * 9 ]  |
| 1999年（平成11年） | 27,433           | [ * 10 ] |
| 2000年（平成12年） | 27,385           | [ * 11 ] |
| 2001年（平成13年） | 27,057           | [ * 12 ] |
| 2002年（平成14年） | 26,677           | [ * 13 ] |
| 2003年（平成15年） | 25,852           | [ * 14 ] |
| 2004年（平成16年） | 25,997           | [ * 15 ] |
| 2005年（平成17年） | 25,573           | [ * 16 ] |
| 2006年（平成18年） | 26,069           | [ * 17 ] |
| 2007年（平成19年） | 26,287           | [ * 18 ] |
| 2008年（平成20年） | 26,206           | [ * 19 ] |
| 2009年（平成21年） | 25,624           | [ * 20 ] |
| 2010年（平成22年） | 25,141           | [ * 21 ] |
| 2011年（平成23年） | 24,625           | [ * 22 ] |
| 2012年（平成24年） | 24,321           | [ * 23 ] |
| 2013年（平成25年） | 24,386           | [ * 24 ] |
| 2014年（平成26年） | 24,112           | [ * 25 ] |
| 2015年（平成27年） | 24,257           | [ * 26 ] |
| 2016年（平成28年） | 24,323           | [ * 27 ] |
| 2017年（平成29年） | 24,552           | [ * 28 ] |
| 2018年（平成30年） | 24,588           |          |
| 2019年（令和元年） | 24,335           |          |

## 相鄰車站
東日本旅客鐵道
 常磐線（各站停車）
新松戶（JL 25）－北小金（JL 26）－南柏（JL 27）
武藏野線貨物支線（北小金支線）
南流山－北小金

### 使用情況
1. ↑  千葉県統計年鑑 （页面存档备份，存于） - 千葉県

JR東日本2000年度以後上車人次
1. ↑  各駅の乗車人員（2000年度） （页面存档备份，存于） - JR東日本
2. ↑  各駅の乗車人員（2001年度） （页面存档备份，存于） - JR東日本
3. ↑  各駅の乗車人員（2002年度） （页面存档备份，存于） - JR東日本
4. ↑  各駅の乗車人員（2003年度） （页面存档备份，存于） - JR東日本
5. ↑  各駅の乗車人員（2004年度） （页面存档备份，存于） - JR東日本
6. ↑  各駅の乗車人員（2005年度） （页面存档备份，存于） - JR東日本
7. ↑  各駅の乗車人員（2006年度） （页面存档备份，存于） - JR東日本
8. ↑  各駅の乗車人員（2007年度） （页面存档备份，存于） - JR東日本
9. ↑  各駅の乗車人員（2008年度） （页面存档备份，存于） - JR東日本
10. ↑  各駅の乗車人員（2009年度） （页面存档备份，存于） - JR東日本
11. ↑  各駅の乗車人員（2010年度） （页面存档备份，存于） - JR東日本
12. ↑  各駅の乗車人員（2011年度） （页面存档备份，存于） - JR東日本
13. ↑  各駅の乗車人員（2012年度） （页面存档备份，存于） - JR東日本
14. ↑  各駅の乗車人員（2013年度） （页面存档备份，存于） - JR東日本
15. ↑  各駅の乗車人員（2014年度） （页面存档备份，存于） - JR東日本
16. ↑  各駅の乗車人員（2015年度） （页面存档备份，存于） - JR東日本
17. ↑  各駅の乗車人員（2016年度） （页面存档备份，存于） - JR東日本
18. ↑  各駅の乗車人員（2017年度） （页面存档备份，存于） - JR東日本
19. ↑  各駅の乗車人員（2018年度） （页面存档备份，存于） - JR東日本
20. ↑  各駅の乗車人員（2019年度） （页面存档备份，存于） - JR東日本

千葉縣統計年鑑
1. ↑  .   [2020-05-04]. （原始内容存档于2020-01-08）.
2. ↑  .   [2020-05-04]. （原始内容存档于2020-01-08）.
3. ↑  .   [2020-05-04]. （原始内容存档于2020-01-08）.
4. ↑  .   [2020-05-04]. （原始内容存档于2020-01-08）.
5. ↑  .   [2020-05-04]. （原始内容存档于2020-01-08）.
6. ↑  .   [2020-05-04]. （原始内容存档于2020-01-08）.
7. ↑  .   [2020-05-04]. （原始内容存档于2020-01-08）.
8. ↑  .   [2020-05-04]. （原始内容存档于2020-01-08）.
9. ↑  .   [2020-05-04]. （原始内容存档于2020-01-08）.
10. ↑  .   [2020-05-04]. （原始内容存档于2017-09-30）.
11. ↑  .   [2020-05-04]. （原始内容存档于2017-09-30）.
12. ↑  .   [2020-05-04]. （原始内容存档于2017-09-30）.
13. ↑  .   [2020-05-04]. （原始内容存档于2017-09-30）.
14. ↑  .   [2020-05-04]. （原始内容存档于2017-09-30）.
15. ↑  .   [2020-05-04]. （原始内容存档于2017-09-30）.
16. ↑  .   [2020-05-04]. （原始内容存档于2020-01-08）.
17. ↑  .   [2020-05-04]. （原始内容存档于2020-01-08）.
18. ↑  .   [2020-05-04]. （原始内容存档于2020-01-08）.
19. ↑  .   [2020-05-04]. （原始内容存档于2017-08-30）.
20. ↑  .   [2020-05-04]. （原始内容存档于2017-08-30）.
21. ↑  .   [2020-05-04]. （原始内容存档于2017-08-30）.
22. ↑  .   [2020-05-04]. （原始内容存档于2017-08-30）.
23. ↑  .   [2020-05-04]. （原始内容存档于2017-08-30）.
24. ↑  .   [2020-05-04]. （原始内容存档于2017-08-11）.
25. ↑  .   [2020-05-04]. （原始内容存档于2017-08-11）.
26. ↑  .   [2020-05-04]. （原始内容存档于2017-08-11）.
27. ↑  .   [2020-05-04]. （原始内容存档于2020-04-24）.
28. ↑  .   [2020-05-04]. （原始内容存档于2020-04-24）.

## 外部連結
- 車站資訊（北小金）：東日本旅客鐵道
- 松戶新京成巴士 北小金站（页面存档备份，存于）（日語）